# Кинонаграда MTV Russia за лучший саундтрек
Кинонаграда MTV Russia за лучший саундтрек вручалась ежегодно каналом MTV Россия с 2006 по 2009 года.

## Список лауреатов и номинантов
★ Победители выделены цветом. 
| Год  | Церемония | Саундтрек                           | Исполнители                        | Фильм                         |
| ---- | --------- | ----------------------------------- | ---------------------------------- | ----------------------------- |
| 2006 | 1-я       | ★ «Идём на восток!»                 | «Ногу свело!»                      | «Турецкий гамбит»             |
| 2006 | 1-я       | • «KING RING»                       | Серёга                             | «Бой с тенью»                 |
| 2006 | 1-я       | • «Бой с тенью»                     | «Triplex» & «Apocalyptica»         | «Бой с тенью»                 |
| 2006 | 1-я       | • «Кто я без тебя»                  | «TOKiO»                            | «9 рота»                      |
| 2006 | 1-я       | • «Останусь»                        | «Город 312»                        | «Дневной Дозор»               |
| 2007 | 2-я       | ★ «Вне зоны доступа»                | «Город 312»                        | «Питер FM»                    |
| 2007 | 2-я       | • «Когда ты плачешь»                | «TOKiO»                            | «Жара»                        |
| 2007 | 2-я       | • «На пороге неба»                  | «Алиса»                            | «Волкодав из рода Серых Псов» |
| 2007 | 2-я       | • «Романс»                          | «Сплин»                            | «Живой»                       |
| 2007 | 2-я       | • «Сволочи»                         | Лигалайз                           | «Сволочи»                     |
| 2008 | 3-я       | ★ «Из-за меня»                      | «Би-2» и Диана Арбенина            | «Я остаюсь»                   |
| 2008 | 3-я       | • «Девочка, которая хотела счастья» | «Город 312»                        | В ожидании чуда               |
| 2008 | 3-я       | • «Опять метель»                    | Алла Пугачёва и Кристина Орбакайте | «Ирония судьбы. Продолжение»  |
| 2008 | 3-я       | • «Самая лучшая песня»              | Павел Воля (feat. «Джаниrадари»)   | «Самый лучший фильм»          |
| 2008 | 3-я       | • «Я нарисую небо»                  | Кристина Орбакайте                 | «Любовь-морковь»              |
| 2009 | 4-я       | ★ «Американская жена»               | «ВИА Гра»                          | «Стиляги»                     |
| 2009 | 4-я       | • «Вахтерам»                        | «Бумбокс»                          | «Красный жемчуг любви»        |
| 2009 | 4-я       | • «Глаза в глаза»                   | Виктория Дайнеко и «Корни»         | «Тариф «Новогодний»»          |
| 2009 | 4-я       | • «Кунг—Фу»                         | «Мумий Тролль»                     | «Кунг-фу панда»               |
| 2009 | 4-я       | • «Я нарисую небо»                  | Кристина Орбакайте                 | «Любовь-морковь 2»            |